# Crocellina
Crocellina is een monotypisch geslacht van schimmels in de familie Roccellaceae. Het bevat alleen Crocellina cinerea.